# Coromon
Coromon è un videogioco di ruolo giapponese del 2022 sviluppato da TRAGsoft e pubblicato da Freedom Games per Microsoft Windows, Android e iOS. Successivamente, nello stesso anno, è uscita anche una versione per Nintendo Switch.
Il gioco segue le avventure di un giovane ricercatore intento a esplorare la regione di Velua nel tentativo di salvarla, catturando e allevando delle creature con poteri magici chiamate Coromon e utilizzandole per combattere.
Il videogioco presenta numerose somiglianze con i giochi della serie Pokémon.

## Trama

### Ambientazione
Il gioco è ambientato nella regione di Velua, terra che presenta diversi biomi, habitat di diversi Coromon, creature magiche legate a un elemento, e dei Titani, entità molto potenti, anch'esse associate a un elemento, che contribuiscono a mantenere l'equilibrio del mondo. A Velua ci sono anche svariati insediamenti umani: sia luoghi tecnologicamente all'avanguardia come il campus della Lux Solis, azienda che si occupa di condurre ricerche sui Coromon, sia villaggi tra le montagne come Alavi.

### Storia
Il gioco parte con il personaggio del giocatore svegliato dalla madre in quanto si tratta del suo primo giorno di lavoro presso la Lux Solis come nuovo ricercatore duellante: un ruolo che prevede la ricerca sui Coromon catturandoli e allenandoli facendoli combattere.
Il protagonista si reca quindi al campus dell'azienda, dove riceve la sua prima creatura potendo scegliere fra tre disponibili. Successivamente, viste le sue promettenti capacità, viene assegnato alla Squadra Speciale dei Titani: un gruppo di ricercatori d'élite che svolge ricerche sulle Essenze Titaniche, oggetti comparsi da poco a Velua e che derivano dai Titani.
Il giocatore viene incaricato di recarsi sull'Isola di Donar, dove potrà trovare Voltgar, Titano dell'Elettricità. Raggiunto il posto, però, il protagonista si imbatte in un gruppo di individui: i Wubboniani, i quali stanno cercando un modo per impossessarsi delle Essenze Titaniche e rapiscono uno dei ricercatori della Lux Solis liberando nel frattempo un Coromon di un elemento sconosciuto. A questo punto il giocatore deve ottenere velocemente l'Essenza di Voltgar, sconfiggendolo, per poi andare a Pawbury, città in cui potrà trovare il Titano degli Spettri.
Giunto alla città, il giocatore viene a sapere che l'obiettivo è protetto in un monastero da un culto, i cui membri richiedono di superare le catacombe per arrivare al Titano chiamato Illuginn, che una volta sconfitto dona la sua Essenza.
Il protagonista si reca quindi alla città di Darudic, situata nel Deserto di Wostin, accanto a un'antica piramide in cui si trova Sart, il Titano della Sabbia. Qui incontra nuovamente i Wubboniani, i quali hanno posto sotto il loro controllo la città imprigionando il signore locale e assumendo le sue sembianze per potersi concentrare indisturbati sulle ricerche del Titano. Salvata la città, il giocatore deve superare la piramide per raggiungere Sart, il quale poi spiega che l'Equilibrio del pianeta è in pericolo per colpa dei Wubboniani, i quali sono alieni, e, una volta sconfitto, cede anche la sua Essenza.
A questo punto il protagonista si incammina verso il Monte Muspel, un vulcano nelle cui profondità abita il Titano del Fuoco Hozai che, quando sconfitto, dona la sua Essenza. In seguito si dirige verso il villaggio di Alavi, dove improvvisamente dei cristalli iniziano a fuoriuscire dal terreno, costringendo il giocatore a sbrigarsi a recarsi verso Vorst, il Titano di Ghiaccio che è stato in parte corrotto dall'elemento oscuro proveniente dai Wubboniani.
Una volta sconfitto, come i suoi simili, Vorst dona la sua Essenza e dice di affrettarsi ad andare alle rovine di Ixqun, nelle cui profondità si trova l'Equilibrio: il nucleo del pianeta che gli alieni vogliono corrompere con il loro elemento e dove si sta recando anche l'ultimo Titano, quella dell'Acqua, chiamata Chalchiu.
Giunto sul posto, il giocatore vi trova i Wubboniani, che spiegano che stanno cercando di far risorgere il loro Titano Rhaan, padrone della Magia oscura, l'elemento del pianeta Wubbonia, di cui era protettore, che è ormai decaduto, per creare su questo un nuovo habitat adatto a loro.
Il Titano dell'Acqua, infatti, viene posseduto da Rhaan. Una volta sconfitto Rhaan e liberata Chalchiu, questa cede la sua Essenza e così tutte le sei Essenze, riunite, possono ristabilire l'Equilibrio e salvare il pianeta.
Dopo aver contribuito a preservare Velua, il protagonista torna a casa sua per continuare a lavorare nella Lux Solis che, nel frattempo, ha imprigionato i Wubboniani e si è messa al lavoro per studiare il loro elemento e il loro pianeta.

## Modalità di gioco
Il gioco si presenta con una visuale bidimensionale in terza persona. Il giocatore può muovere il personaggio (personalizzabile fin dall'introduzione, con possibilità di modificarlo durante la partita) all'interno della mappa, composta da percorsi lineari con strade secondarie da esplorare per ricevere oggetti utili.
Durante l'esplorazione il giocatore si trova ad affrontare vari puzzle da superare sfruttando anche degli strumenti, ricevuti progressivamente durante la storia, che permettono, per esempio, di spostare massi o di rimuovere ostacoli.
Le fasi di combattimento si svolgono a turni. In ogni turno si può scegliere se far usare una delle mosse conosciute dal Coromon in campo, usare un oggetto dalla borsa, scambiare la creatura con un'altra o, in caso non si tratti di un combattimento con un'altra persona, fuggire dalla battaglia.
Il gioco si concentra sulla cattura e la gestione dei Coromon: essi possono essere trovati selvatici in alcune zone dei percorsi costituite da erba alta. Una volta partito il combattimento, il giocatore deve usare le creature in suo possesso per indebolire l'avversario per aumentare le possibilità di catturarlo.
I Coromon posseduti, alla fine di una battaglia, guadagnano punti esperienza che permettono loro di salire di livello, incrementando le proprie statistiche, ed eventualmente imparare nuove mosse o evolversi in creature più potenti.
Tali statistiche svolgono diversi ruoli in battaglia:
- Punti Salute: indicano la vita del Coromon; se li esaurisce, il Coromon deve essere curato per poter tornare a combattere
- Punti Energia: ogni mossa utilizzata da un Coromon ne richiede una certa quantità; se li esaurisce, il Coromon deve saltare un turno per recuperarli
- Attacco Fisico e Attacco Speciale: determinano il danno arrecato all'avversario; il primo viene utilizzato con mosse da contatto, il secondo per attacchi a distanza
- Difesa Fisica e Difesa Speciale: determinano la resistenza agli attacchi ricevuti, rispettivamente, fisici e speciali
- Velocità: serve a determinare in un turno quale Coromon agirà per primo.

Partecipando alle battaglie, inoltre, i Coromon possono anche risvegliare il loro potenziale che si concretizza nella possibilità per il giocatore di incrementare a piacimento di qualche punto le statistiche della creatura. La quantità di volte in cui sarà possibile farlo dipende dal Potenziale del singolo Coromon, che varia per ogni individuo. Esistono tre classi di Potenziale: Standard, Potente e Perfetto. Le classi determinano anche una variazione cromatica nella creatura.
Un altro modo con cui i Coromon si differenziano anche all'interno della stessa specie è il Tratto: un'abilità peculiare che può avere vari effetti sia interni alle lotte, come ridurre la statistica di Attacco dell'avversario al momento dell'ingresso in campo, sia esterni.
Inoltre, ogni creatura e mossa è legata a un Tipo, ovvero un elemento come il Fuoco o l'Elettricità. Esistono 7 Tipi associati sia a mosse che creature e ulteriori 6 riservati esclusivamente alle mosse. Esiste infine il Tipo Magia Oscura, sia per creature che per mosse, che resiste a tutti gli altri tipi. Ognuno ha dei rapporti di resistenza e debolezza nei confronti di altri:
|              | Normale | Elettrico | Spettro | Sabbia | Fuoco | Ghiaccio | Acqua | Magia Oscura |
| ------------ | ------- | --------- | ------- | ------ | ----- | -------- | ----- | ------------ |
| Normale      | 1×      | 1×        | ½×      | 1×     | 1×    | 1×       | 1×    | ½×           |
| Elettrico    | 1×      | ½×        | 1×      | ½×     | 1×    | 1×       | 2×    | ½×           |
| Spettro      | ½×      | 1×        | 2×      | 1×     | 1×    | 1×       | 1×    | ½×           |
| Sabbia       | 1×      | 2×        | 1×      | ½×     | 1×    | 1×       | ½×    | ½×           |
| Fuoco        | 1×      | 1×        | 1×      | 1×     | ½×    | 2×       | ½×    | ½×           |
| Ghiaccio     | 1×      | 1×        | 1×      | 1×     | ½×    | ½×       | 2×    | ½×           |
| Acqua        | 1×      | ½×        | 1×      | 2×     | 2×    | ½×       | ½×    | ½×           |
| Magia        | 1×      | 1×        | 2×      | 1×     | 1×    | 1×       | 1×    | ½×           |
| Buio         | 1×      | 1×        | 1×      | ½×     | 1×    | 1×       | 2×    | ½×           |
| Pesante      | 1×      | 1×        | 1×      | 1×     | ½×    | 2×       | 1×    | ½×           |
| Aria         | 1×      | 1×        | 1×      | 1×     | 2×    | ½×       | 1×    | ½×           |
| Veleno       | 2×      | 1×        | 1×      | 1×     | 1×    | ½×       | 1×    | ½×           |
| Squarcio     | 1×      | 2×        | ½×      | 1×     | 1×    | 1×       | 1×    | ½×           |
| Magia Oscura | 1×      | 1×        | 1×      | 1×     | 1×    | 1×       | 1×    | 1×           |

## Colonna sonora
Musiche di Davi Vasc.
1. Together and Onward – 1:48
2. Wondrous Velua – 1:00
3. Sleepy at Home – 2:27
4. The Sun Shines and the Future is Bright at Lux Solis Campus – 2:41
5. A Clumsy Experiment – 2:26
6. Call to Adventure - Radiant Park – 3:05
7. Friend or Foe – 2:33
8. Together and Onward, to Victory! – 0:49
9. Farming Town of Hayville – 3:10
10. Ready, Set, Swurmy Rush! – 1:17
11. Our Journey So Far - Trainer Hub – 3:19
12. Breeze Sweeping the Trees - Woodlow Forest – 3:00
13. Island of Perpetual Rain, Donar – 2:26
14. snainobbuW – 2:15
15. Battle for Blackened Hearts – 2:48
16. Miracle of Change – 0:21
17. Electrifying Darkness - Thunderous Cave – 2:48
18. The Power Tower of Voltgar – 3:41
19. Battle with a Researcher, In the Name of Science! – 2:42
20. Premonition of Calamity – 2:30
21. Battle Against a Titan – 2:33
22. Murky Waters of Soggy Swamp – 2:52
23. Eerie Town of Pawbury – 2:38
24. Furclaw Concerto – 3:02
25. Ode to Illuginn – 2:35
26. Resting Souls – 2:34
27. Inbetween Realm – 3:09
28. The Mescher Realm of Illuginn – 3:10
29. Eyes Locked With a Rival – 0:45
30. Challenge of a Rival – 2:32
31. Together and Onward, Once Again – 1:38
32. Windswept Sands of Wostin Desert – 2:40
33. Darudic, Town of Sandstorms – 3:33
34. Warm Welcome – 2:28
35. Lurking in the Grand Palace – 2:43
36. The Pyramid of Sart – 3:40
37. Respite in the Oasis - Vermeer Grotto – 2:46
38. Jump from the Shadows – 2:24
39. A New Friend Joins in – 0:58
40. Vlamma, Town of Fire and Steel – 2:32
41. Dojo Grounds – 2:44
42. Way of the Warrior - Dojo – 2:20
43. Mount Muspel of Hozai – 2:24
44. Snowbound Mountain - Fresia Pass – 2:52
45. Snow-White Town - Alavi – 2:18
46. Shop – 2:31
47. Echoing Crystals – 2:21
48. The Frozen Cavern of Vørst – 3:50
49. Ixqun, Where Water Flows – 2:49
50. Gentle Waves – 4:02
51. The Sun Temple of Chalchiu – 3:04
52. Together We Stood, Onwards We Went – 3:26

## Sviluppo
Lo sviluppo di Coromon è partito nel 2014, quando Jochem Pouwels e Marcel van der Made hanno iniziato a lavorarci ispirandosi ad altri giochi di ruolo giapponesi come Pokémon, Golden Sun e la serie The Legend of Zelda. Due anni dopo l'inizio dello sviluppo i due sviluppatori hanno fondato la casa di sviluppo TRAGsoft, il cui nome viene dalla denominazione con cui si definiscono: Two Ridiculously Ambitious Guys ("Due ragazzi ridicolmente ambiziosi").
Il gioco è stato annunciato durante l'E3 2021 e per l'occasione è stata resa disponibile una demo.
A gennaio 2022 è stata annunciata la data di uscita per il gioco, inizialmente prevista per tutte le piattaforme per il 31 marzo 2022. Poco prima dell'effettiva pubblicazione, però, la versione per Nintendo Switch è stata rimandata senza una nuova data, per poi essere nuovamente annunciata a luglio dello stesso anno, indicando il 21 luglio.

## Accoglienza
Coromon ha ricevuto recensioni mediamente positive. Molte recensioni hanno sottolineato una forte somiglianza con la serie di Pokémon, anche se il gioco riesce a distaccarsi dal modello abbastanza da avere una propria identità.
| Testata                                | Versione | Giudizio |
| -------------------------------------- | -------- | -------- |
| Metacritic (media al 31 dicembre 2022) | PC       | 73/100   |
| Metacritic (media al 31 dicembre 2022) | NS       | 75/100   |
| Everyeye.it                            | PC       | 8.2/10   |
| Multiplayer.it                         | PC       | 8/10     |
| Nintendo Life                          | NS       | 7/10     |